# 제논 육플루오린화 백금

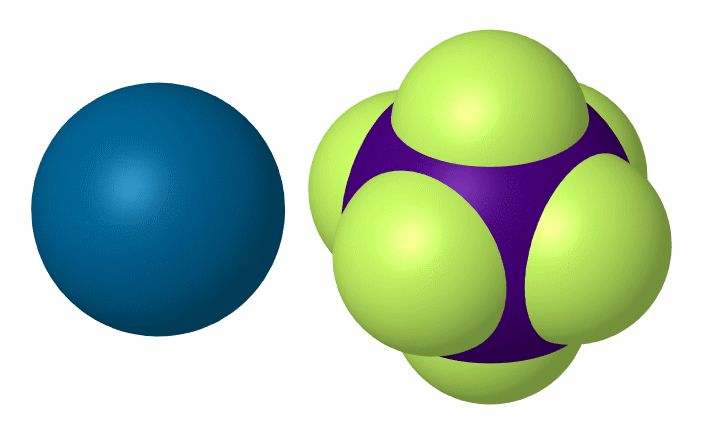

제논 육플루오린화 백금(Xenon hexafluoroplatinate, Xe+[PtF6]−)은 육플루오린화 백금과 제논의 화학반응을 통해 실험실에서 합성한 비활성 기체 화합물 중 하나이다.

## 제조
제논 육플루오린화 백금은 육플루오린화 황의 기체 용액상태에서 육플루오린화 백금과 제논의 반응으로 얻어진다.

## 역사
1962년 브리티시컬럼비아 대학교의 교수 닐 바틀릿(Neil Bartlett)이 제논 육플루오린화 백금과 산소의 혼합물인 붉은색 고체를 발견하였다.

## 같이 보기
- 육플루오린화 백금 화합물 (Hexafluoroplatinate)